# Клотільда Бургундська
Клотільда (Хродехільда) Бургундська, або Свята Клотільда (474, Ліон, Західна Римська імперія — 545, Тур, Франкське королівство) — королева Королівства бургундів та друга дружина засновника франкського королівства Хлодвіга І. Династія Меровінгів, до якої належав її чоловік, правила Франкськими королівствами понад 200 років (450—751).
Ім'я Клотільда в перекладі зі старонімецької означає «та, що прославилася в бою».

## Життєпис
Клотільда народилася при бургундському дворі Ліона, дочка короля Бургундії Гільперіка II. Після смерті батька Гільперіка короля Гундіога у 473 році, Гільперік і його брати Гундобад та Годегізел розділили свою спадщину: Гілперік II правив у Ліоні, Гундобад у Відні та Годегізел у Женеві.
Починаючи з VI століття, шлюб Хлодвіга І та Клотільди став темою епічних оповідань, у яких оригінальні факти були суттєво змінені, а різні версії знайшли місце у творах різних франкських хроністів. За словами Григорія Турського (538—594), у 493 році Гільперік II був убитий своїм братом Гундобадом, а його дружина Каретена була втоплена з повішеним на шию каменем. Його дочка Хрона стала монахинею, а Клотільду вигнали. Незабаром після смерті Гільперіка у 493 році, Хлодвіг І попросив та отримав руку Клотільди. Вони одружилися у 493 році.
У шлюбі народилися такі діти:
- Інгомер (народився і помер 494 р.).
- Хлодомир (495—524), король франків в Орлеані з 511 року.
- Хільдеберт I (496—558), король франків у Парижі з 511 року.
- Хлотар I (497—561), король франків у Суассоні з 511 року, король усіх франків з 558 року.
- Клотільда[ru] (500—531) вийшла заміж за Амаларіха, короля вестготів.

Незвично, що Клотільда була католицькою християнкою в той час, коли готи, включаючи бургундів, були аріанськими християнами. Клотільда дуже вмовляла свого чоловіка стати католиком. За легендою, напередодні битви при Толбіаку проти алеманів, Хлодвіг молився Богу, присягаючись охреститися, якщо вийде переможцем на полі битви. Коли він справді тріумфував, то охоче прийняв віру. Хлодвіг був охрещенний єпископом Ремігієм Реймським на Різдво у 496 році. Віра забезпечила йому підтримку Східної Римської імперії у війнах проти своїх конкурентів аріанських готських племен, оскільки римляни були католиками. Коли Франки зрештою завоювали панування над Західною Європою, саме католицизм став переважаючим видом християнства, а аріанство вимерло.

### Останні роки
Після смерті Хлодвіга 511 року, Клотільда перебралася до абатства Святого Мартіна в Турі.

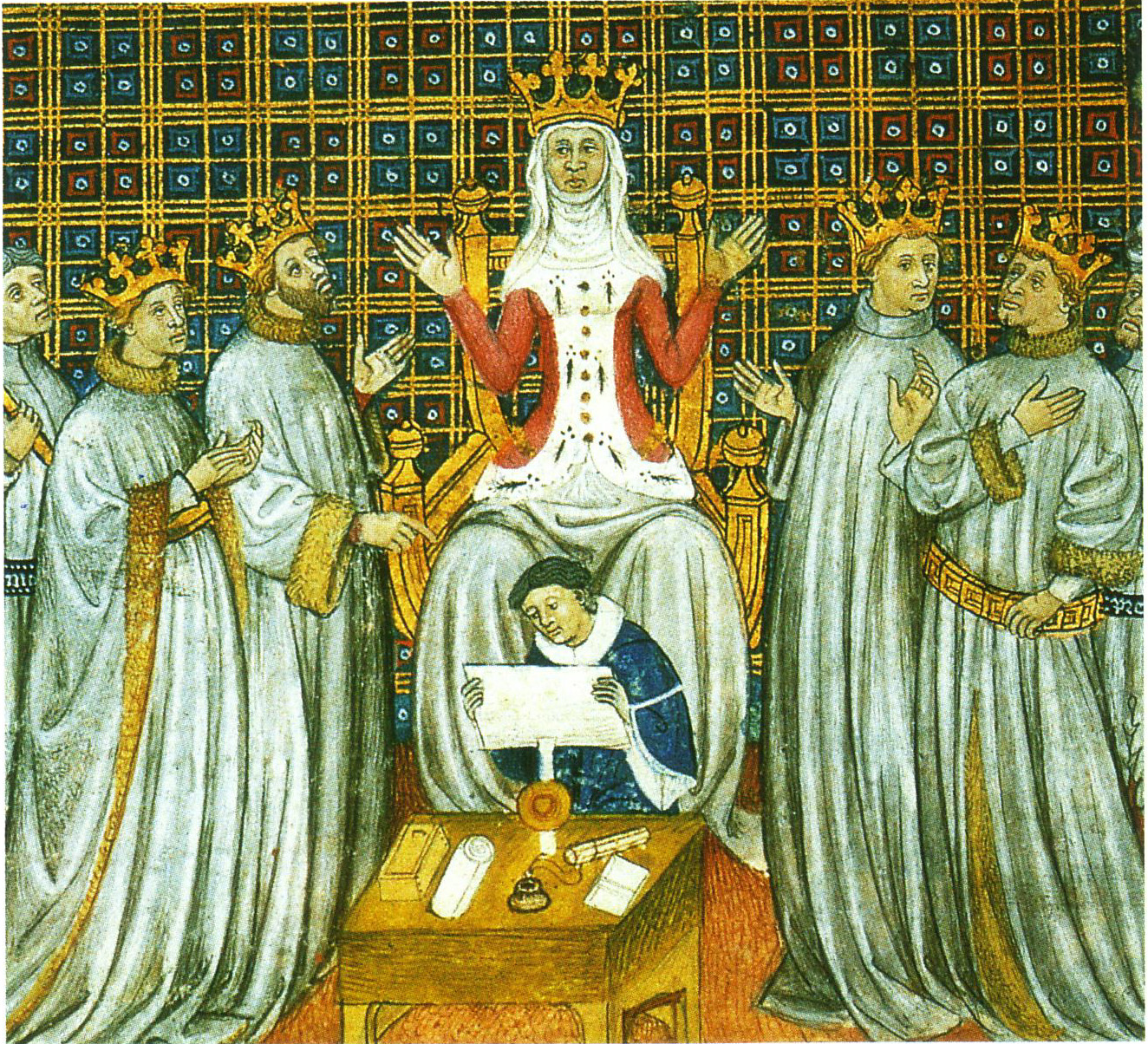
Клотільда та її сини

У 523 році сини Клотільди вирушили на війну проти її двоюрідного брата, короля Сигізмунда Бургундського, сина Гундобада, що призвело до його зняття з влади та ув'язнення. Наступного року Сигізмунда було вбито, а його тіло кинули в колодязь в символічну помсту за смерть батьків Клотільди. Згодом її другий син Хлодомер був убитий під час наступного бургундського походу під керівництвом наступника Сигізмунда короля Годомар II в битві поблизу Везеронс-Кюртен. Приблизно в цей час померла і її дочка, яку також звали Клотільда.
Клотільда марно намагалася захистити права трьох своїх онуків на спадщину Хлодомера (у вигляді влади) від претензій її третього сина Хільдеберта та молодшого сина Хлотара, які залишилися в живих. Хлотар вбив двох із них, тоді як тільки третьому онуку Хлодоальду вдалося втекти та стати священником. Так само їй не вдалоося запобігти міжусобні війни між своїми синами[джерело?].
Після усіх цих невдач Клотільда присвятила себе святому життю. Вона займалася будівництвом церков та монастирів, вважаючи за краще відмежуватися від боротьби за владу при дворі. Церкви, пов'язані з нею, розташовані в Лані та Руані.
Клотільда померла 545 року. Її поховали поруч із чоловіком у церкві Святих Апостолів (нині абатство Святої Женев'єви).

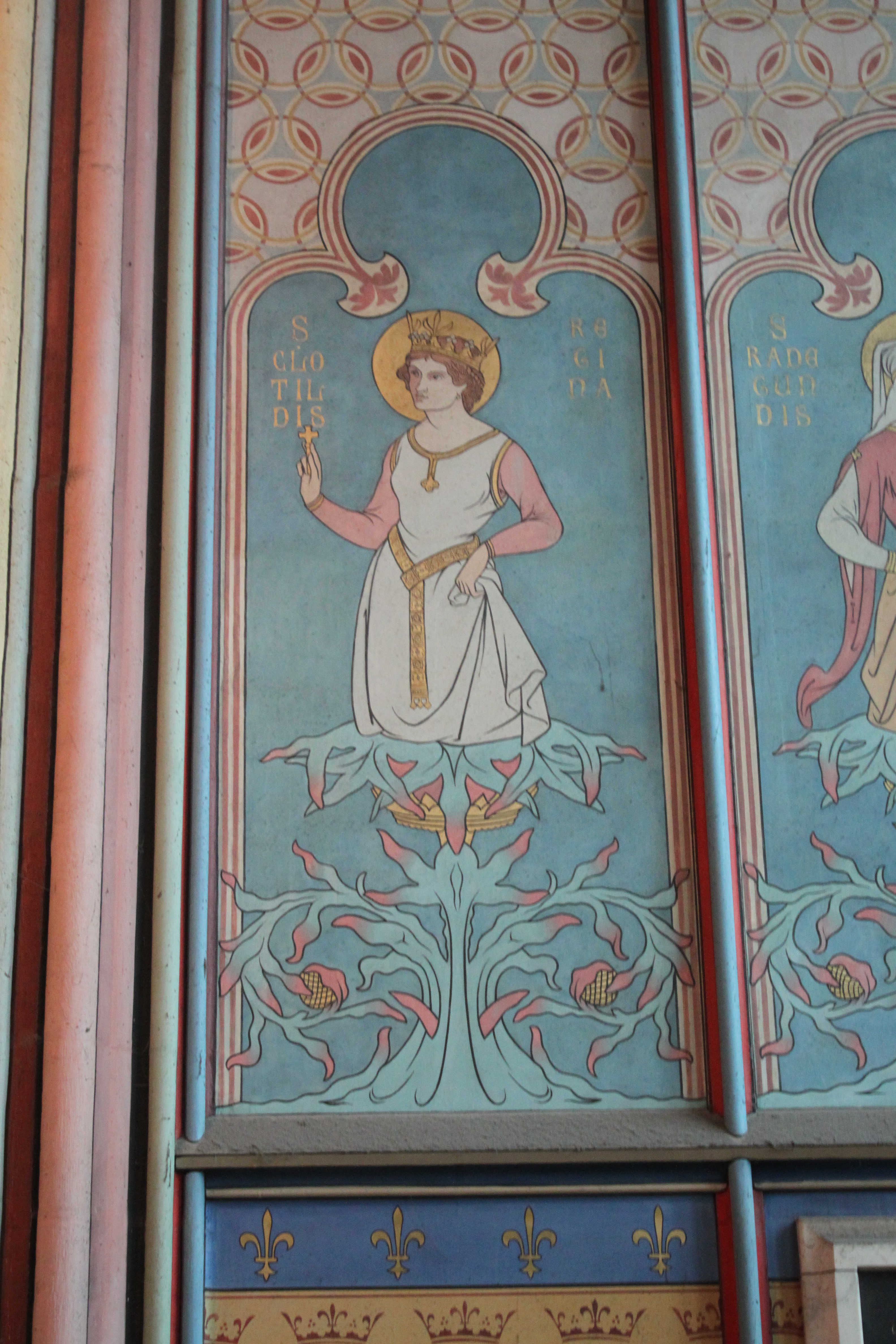
Зображення Клотільди на одній з бічних каплиць Нотр-Дам де Парі

## Шанування
Культ Клотільди зробив її покровителькою королев, вдів, наречених та тих, хто перебуває у вигнанні. У Нормандії її особливо шанували як покровительку кульгавих, тих, хто прийшов до насильницької смерті, і жінок, які страждали від злісних чоловіків. У мистецтві її часто зображують поряд із Хлодвігом під час хрещення, або як молителька в святині Святого Мартіна. Збереглося кілька її зображень, зокрема у вітражі XVI століття в Лез-Анделі.